# Kabaw
Kabaw, Kabao ou Cabao (en arabe : كاباو) est une ville dans le district de Nalout dans le nord-ouest de la Libye. Elle se trouve à seulement à 9 kilomètres au large de la route Gharyan-Nalout et à environ 70 kilomètres à l'ouest de Jadu, sur le bord nord du plateau de Tripolitaine, dans le Djebel Nefoussa.

## Étymologie
Son nom est peut-être lié à celui du chef berbère Cabaon, qui a lutté contre les Vandales en Tripolitaine au vie siècle.

## Histoire
Historiquement, Kabaw est une ville berbère dans la zone administrative de Ghadamès. Après la Seconde Guerre mondiale, elle est occupée par l'armée française et gouvernée depuis la Tunisie. Elle est intégrée au territoire de la Libye nouvellement indépendant en 1951.

## Architecture
Kabaw abrite les ghurfas ou "Ksar Kabaw", un grenier fortifié berbère, aujourd'hui abandonné. Les ghurfas sont construits principalement de pierre, de gypse et d'adobe, avec des portes en bois de palmier.

## Culture
Chaque année, un festival culturel : Le festival printanier du Ksar se tient en avril .

## Archéologie
La campagne environnante recèle de nombreux gisements archéologiques. Divers objets et éléments d'architectures d'époque romaine ont été découverts.

## Référencement